# فانيسا ماي
فانيسا ماي (بالتايلندية: วาเนสซา เมย์)‏ وتعرف أيضاً باسم فانيسا فاناكورن (بالتايلندية: วาเนสซา เมย์)‏ وهي عازفة كمان بريطانية ومتزلجة منحدرات ثلجية تايلندية، تعتبر فانيسا من أفضل عزفة الكمان في العالم، ولدت في يوم 27 أكتوبر 1978 في سنغافورة ووالدتها سنغافورية صينية ووالدها إنكليزي بريطاني ينحدر أصله من قرية كافنديش سوفولك في إنكلترا.

## روابط خارجية
- فانيسا ماي على موقع IMDb (الإنجليزية)
- فانيسا ماي على موقع مونزينجر (الألمانية)
- فانيسا ماي على موقع ميوزك برينز (الإنجليزية)
- فانيسا ماي على موقع أول ميوزيك (الإنجليزية)
- فانيسا ماي على موقع ديسكوغز (الإنجليزية)
- فانيسا ماي على موقع قاعدة بيانات الفيلم (الإنجليزية)
- فانيسا ماي على موقع الاتحاد الدولي للتزلج (التزلج على المنحدرات الثلجية) (الإنجليزية)
- فانيسا ماي على موقع أوليمبيديا (الإنجليزية)